# The Code (Fernsehserie)
The Code ist eine australische Fernsehserie von 2014, die von der Australian Broadcasting Corporation produziert und ausgestrahlt wird.

## Handlung

### 1. Staffel
Die Serie erzählt die Geschichte des Mordes an einem jungen Mädchen im Outback. Der Freund des Mädchens flieht nach einem Unfall vor dem Verursacher zu seiner Lehrerin. 
Der Journalist Ned Banks gelangt an ein Video zum Unfallhergang, sein Bruder, der Hacker Jesse, hilft, das Video aufzubereiten.
Bald stellt sich heraus, dass dahinter ein Komplott stecken könnte, welches bis in die höchsten politischen Kreise reicht.
Im Mittelpunkt steht der Journalist Ned Banks. Er bekommt Informationen über die mögliche Verwicklung politischer Akteure, wie zum Beispiel dem Premierminister Australiens, zugespielt und muss sich bei seinen Recherchen auf seinen Bruder Jesse verlassen, der als autistisch veranlagter, begabter Hacker das Internet nach Hinweisen durchforstet.
Neben den Banks-Brüdern hat auch die Lehrerin des ermordeten Mädchens, Alex Wisham, ein erhöhtes Interesse an der Aufklärung des Falls. 
Im Zentrum der politischen Verschwörung stehen der Berater des Ministerpräsidenten, Ian Bradley, und Stabschef Randall Keats.

### 2. Staffel
Diesmal jagen die zwei Brüder Ned und Jesse Verbrecher im Darknet. Dabei geraten der Journalist und der Hacker in gefährliche Situationen, die sie aus ihrer Cyberwelt herauskatapultieren. Ebenso wie in der 1. Staffel spielen Umtriebe in der australischen Regierung, verwoben mit den Geheimdiensten, eine große Rolle. Bestandteil der Story ist auch das Thema der Rohstoffausbeutung in Ländern der 3. Welt durch die Industrienationen.

## Rezeption
Kritiker beschrieben die erste Staffel als spannende und auch visuell packende TV-Erzählung, die Geschehnisse im australischen Outback mit einem Komplott hoher politischer Kreise verknüpft.
Die zweite Staffel wurde für die Thematisierung von Menschenrechtsfragen in Papua und die gelungene Darstellung von Vorgängen in der Cyberwelt gelobt.

## Ausstrahlung
The Code wird seit dem 21. September 2014 auf ABC1 ausgestrahlt, in Europa wird die Serie von BBC Four, Arte, DirecTV und Ríkisútvarpið ausgestrahlt.

## Episodenliste

### Staffel 1 (2014)
| Nr. (ges.) | Nr. (St.) | Erstausstrahlung AUS | Deutschsprachige Erstausstrahlung (Arte) | Regie      | Drehbuch       | AUS-Quoten |
| ---------- | --------- | -------------------- | ---------------------------------------- | ---------- | -------------- | ---------- |
| 1          | 1         | 21. Sept. 2014       | 19. Feb. 2015                            | Shawn Seet | Shelley Birse  | 771.000    |
| 2          | 2         | 28. Sept. 2014       | 19. Feb. 2015                            | Shawn Seet | Shelley Birse  | 584.000    |
| 3          | 3         | 5. Okt. 2014         | 26. Feb. 2015                            | Shawn Seet | Blake Ayshford | 477.000    |
| 4          | 4         | 12. Okt. 2014        | 26. Feb. 2015                            | Shawn Seet | Shelley Birse  | 578.000    |
| 5          | 5         | 19. Okt. 2014        | 5. März 2015                             | Shawn Seet | Justin Monjo   | 555.000    |
| 6          | 6         | 26. Okt. 2014        | 5. März 2015                             | Shawn Seet | Shelley Birse  | 564.000    |

### Staffel 2 (2016)
Im Juni 2015 wurde die Serie um eine zweite, sechsteilige Staffel verlängert.
| Nr. (ges.) | Nr. (St.) | Erstausstrahlung AUS | Deutschsprachige Erstausstrahlung (Arte) | Regie      | Drehbuch                  | AUS-Quoten |
| ---------- | --------- | -------------------- | ---------------------------------------- | ---------- | ------------------------- | ---------- |
| 7          | 1         | 1. Sept. 2016        | 22. Juni 2017                            | Shawn Seet | Shelley Birse             | 668.000    |
| 8          | 2         | 8. Sept. 2016        | 22. Juni 2017                            | Shawn Seet | Shelley Birse & Sean Cook | N/A        |
| 9          | 3         | 15. Sept. 2016       | 22. Juni 2017                            | Shawn Seet | Shelley Birse             | N/A        |
| 10         | 4         | 22. Sept. 2016       | 29. Juni 2017                            | Shawn Seet | Shelley Birse & Sean Cook | N/A        |
| 11         | 5         | 29. Sept. 2016       | 29. Juni 2017                            | Shawn Seet | Shelley Birse & Sean Cook | N/A        |
| 12         | 6         | 6. Okt. 2016         | 29. Juni 2017                            | Shawn Seet | Shelley Birse             | N/A        |